# 愛斯基摩語中關於雪的詞語
很多人認為愛斯基摩人的語言中擁有大量形容雪（或下雪）的詞語（單詞）
。這個說法的源頭可以追溯到法蘭茲·鮑亞士於1911年出版的《北美洲印第安手冊》，當中介紹了四個形容雪的詞彙。但這段知識就像滾雪球一樣，愛斯基摩語有關雪的詞語數在流傳過程中被增加至「數十個」、「數百個」甚至「數千個」。這個都市傳說引起了類似的新詞——snowclone（雪克隆），意即在舊詞語中引新意義使用，舊詞新用。
事實上，與雪有關詞語的數量多寡取決於「愛斯基摩語」和「雪」的定義，以及如何在一種語法結構有別於英語（或其他語言）的語言中計算出詞語數量。

## 緣由及意義
語言學家、人類學家法蘭茲·鮑亞士於1911年出版的《北美洲印第安手冊》（The Handbook of North American Indians）的序中第一次提及愛斯基摩人擁有數個形容雪的字眼，該四個詞語分別是「aput」（地上的雪）、「qana」（正飄下的雪）、「piqsirpoq」（堆積的雪）及「qimuqsuq」（雪堆），而英語只有一個（snow）。雖然英語中擁有多於一個與雪有關的詞語，但鮑亞士的目的是要連繫起文化與語言的差異。
由薩丕爾及沃夫所提出的語言相對論認為語言同時影響及反映了我們對世界的看法。一般語義學（general semantics）亦有這樣的概念。在一篇1940年的文章中，沃夫指出愛斯基摩語擁有七個不同有關雪的詞語。其後，不斷有作家將這個數字增加，在1978年，數字已達50個；到了1984年2月9日，《紐約時報》的一篇評論更將數字加至100個。
「愛斯基摩人有著數以百計有關雪的詞語」這個說法之所以出現，是因為一般認為愛斯基摩人在看雪的時候跟其他文化的人會有所不同。例如下雪時，一般人看見的只是雪，但愛斯基摩人就能夠以大量及不同的詞語去形容下雪的詳細情形。一個源自沃夫觀點的通俗化版本認為，愛斯基摩人雖然可以在若干選擇中挑出形容雪的詞語，但他們卻不會將所有七個（或多個）詞語通通歸類成「雪」，因為對他們來說，每一個詞語大致代表著一個獨立的意思，因此，語言被認為是把我們的看法強加於世界的工具——這情況不限於愛斯基摩語，而是適用於所有語言的。其實，沃夫是一位深諳及尊重印第安本土文化的學者，相比於這個帶有諷刺意味的說法，他擁有更為精確的見解。

## 傳說與事實

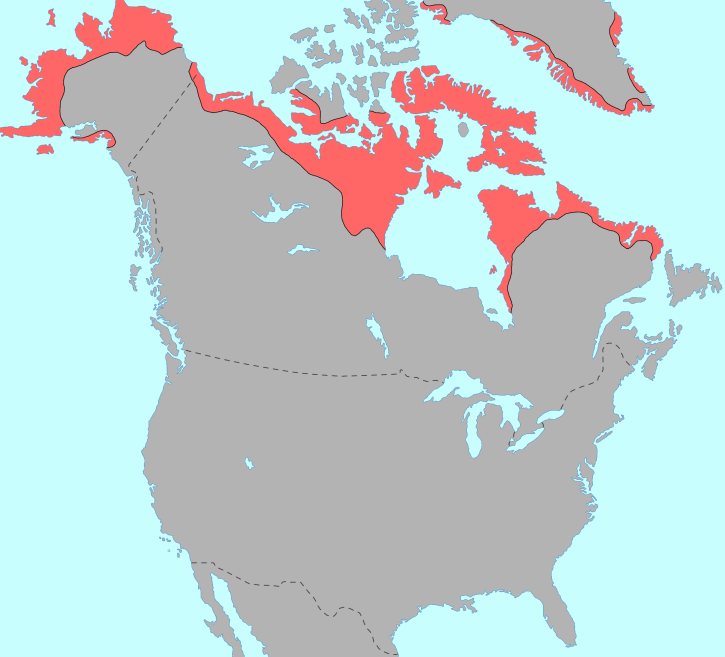
在美國、加拿大及格陵蘭一帶使用愛斯基摩—阿留申語的情況

認為「愛斯基摩語」擁有更多的詞語形容雪（此正是鮑亞士所提出理論的觀點）是合理的。因為愛斯基摩人比其他文化擁有更多接觸雪的機會，正如藝術家擁有更多的字眼去描述他們的專業——對藝術認識不深的人可能會說一幅畫就是畫，但藝術家會將之分類成「油畫」、「丙烯画」或「水彩畫」。這並不表示兩者觀看的是兩個不同的物件，亦不表示藝術家会对油畫及塑膠彩畫是相关联的这个事实而困惑。
然而，所謂「愛斯基摩語」其實是一個模糊的說法，因為在加拿大北部、阿拉斯加、西伯利亞東部及格陵蘭等地被稱為「愛斯基摩人」所用的語言是屬於愛斯基摩-阿留申語系（Inuit-Aleut languages）。而「愛斯基摩語」包括了兩個語支，分別是尤皮克語（Yupik languages）和因紐特語（Inuit language），既然「愛斯基摩語」不是一種獨立的語言，自然難以就某個概念或事物與另一種語言比較詞語數量的多寡了。 
愛斯基摩語中有關雪的詞語是無限制的，因為愛斯基摩語（就像很多美洲原住民語言一樣）是一種多式綜合語。多式綜合語容許名詞結合（noun-incorporation），使一個單獨的詞語等同於一些其他語言的片語（Spencer，1991），亦令使用者有一套以詞綴作為組成詞語的系統，可以不斷將字根加到「雪」這個字上。其實，除了「雪」之外，亦有一些其他例子可以表現出這個情況，例如「qinmiq」一詞的意思是「狗」，「qinmiarjuk」則是「幼犬」，而「qinmiqtuqtuq」則是「與一班狗去（某地）」。

## 總結
這個都市傳奇有兩個主要的謬誤。
愛斯基摩語形容雪的詞語是多是少，取決於所指的到底是哪一種愛斯基摩語（尤皮克語還是因纽特语？）。而那些與雪有關的字：例如英語中的暴風雪（blizzard）與小陣雪（flurry）是兩種不同的「下雪情況」，但當中的「雪」仍然相同。愛斯基摩人對下雪的分類方法也與英語使用者相同。
第二個謬誤是來自對「詞語」一詞的誤解。在其他的多式綜合語中，無論描述下雪或任何其他概念，使用詞綴及名詞組合會令語言的意思可能出現各種細微的差別，因為愛斯基摩人所用的語言是屬於多式綜合語，這就是他們可以使用合成詞或無長度限制的的詞語描述概念或事物的原因。

## 外部連結
- （英文）Geoffrey K. Pullum's explanation from （页面存档备份，存于） Language Log（英语：Language Log）
- （英文）An article describing the various problems with such an enumeration （页面存档备份，存于）
- （英文）Listing various polysynthetic Eskimo words
- （英文）The Straight Dope gives a technically correct answer and satirical editorializing （页面存档备份，存于）
- （英文）The Straight Dope revisits its answer in the light of Pullum's book （页面存档备份，存于）

- Linguist List（一個提供語言學資料及供網絡使用者查詢有關語言學問題的英文網站）: 
  - Snow' lexemes in Yup'ik （页面存档备份，存于）
  - Eskimo words for "snow", "ice", etc. （页面存档备份，存于）